# 古希臘咖啡館
古希臘咖啡館 (義大利語：Antico Caffè Greco)是位於義大利羅馬的一家咖啡館。古希臘咖啡館是羅馬歷史最久的一家咖啡館，即使放眼義大利全國，也只有威尼斯的弗洛里安咖啡館（開業於1720年）比它的歷史更久。歷史上有無數名人都曾到訪這裡品嚐咖啡。

## 外部連結

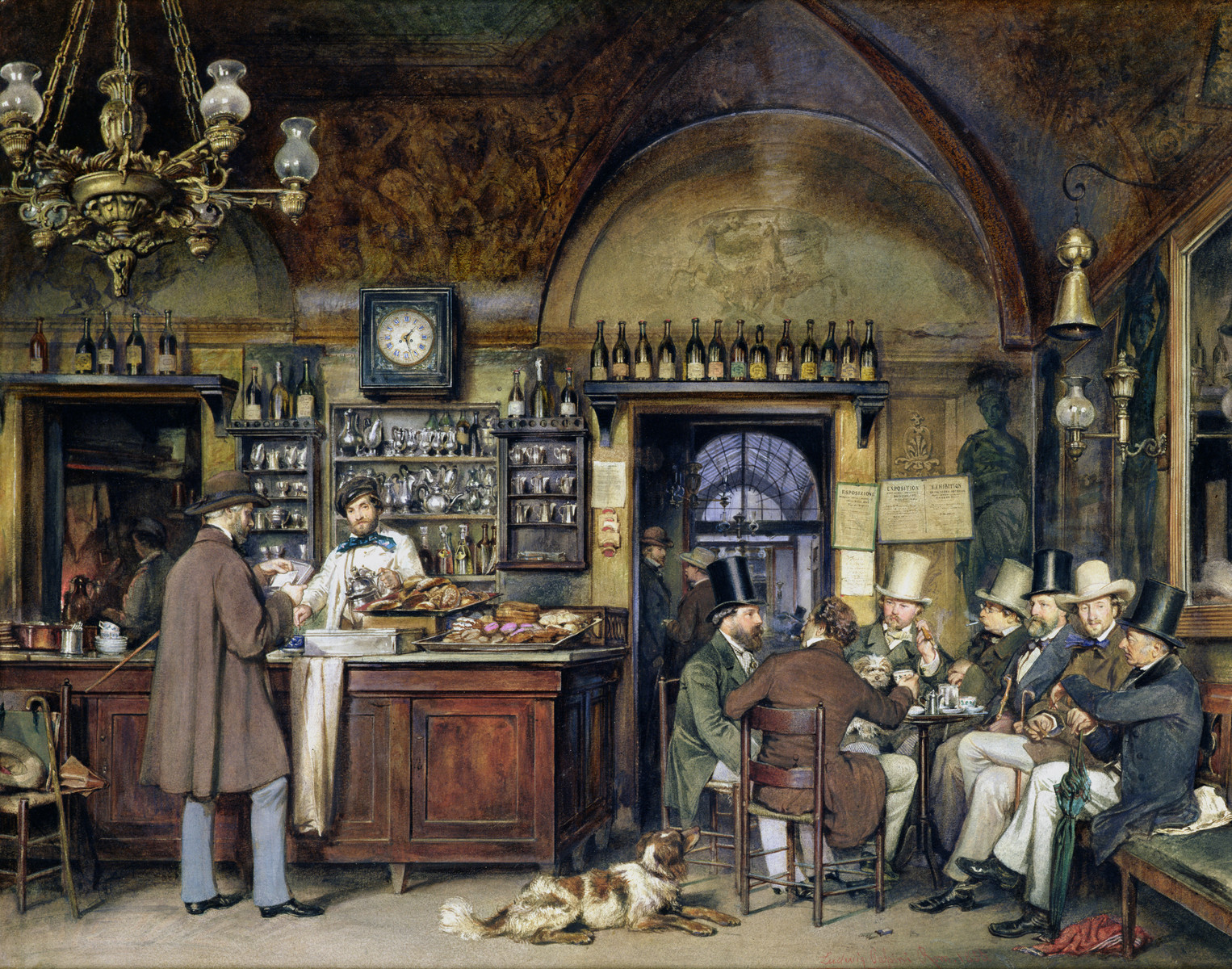

- Antico Caffè Greco （页面存档备份，存于）
- Willy Pocino, Il "Caffè" piu antico di Roma （意大利文）